# バーデン (領邦)

バーデン辺境伯領
（1112年-1803年）
バーデン選帝侯領
（1803年-1806年）
バーデン大公国
（1806年-1918年）

国歌: Badnerlied
ドイツ帝国内におけるバーデン大公国

バーデン（標準ドイツ語: Land Baden, アレマン語: Land Bade）は、ドイツ南西部、現在のバーデン＝ヴュルテンベルク州に存在した領邦。
12世紀にツェーリンゲン家を領主とするバーデン辺境伯領 (Markgrafschaft Baden) として成立。中世には分割と併合を繰り返したのち、18世紀に再びバーデン辺境伯領として再統合された。ナポレオン戦争の中で領土を拡大し中堅領邦に成長、1803年には選帝権が与えられる。神聖ローマ帝国解体後の1806年にバーデン大公国 (Großherzogtum Baden) となり、1871年にドイツ帝国の構成国の一つとなった。

## 地理

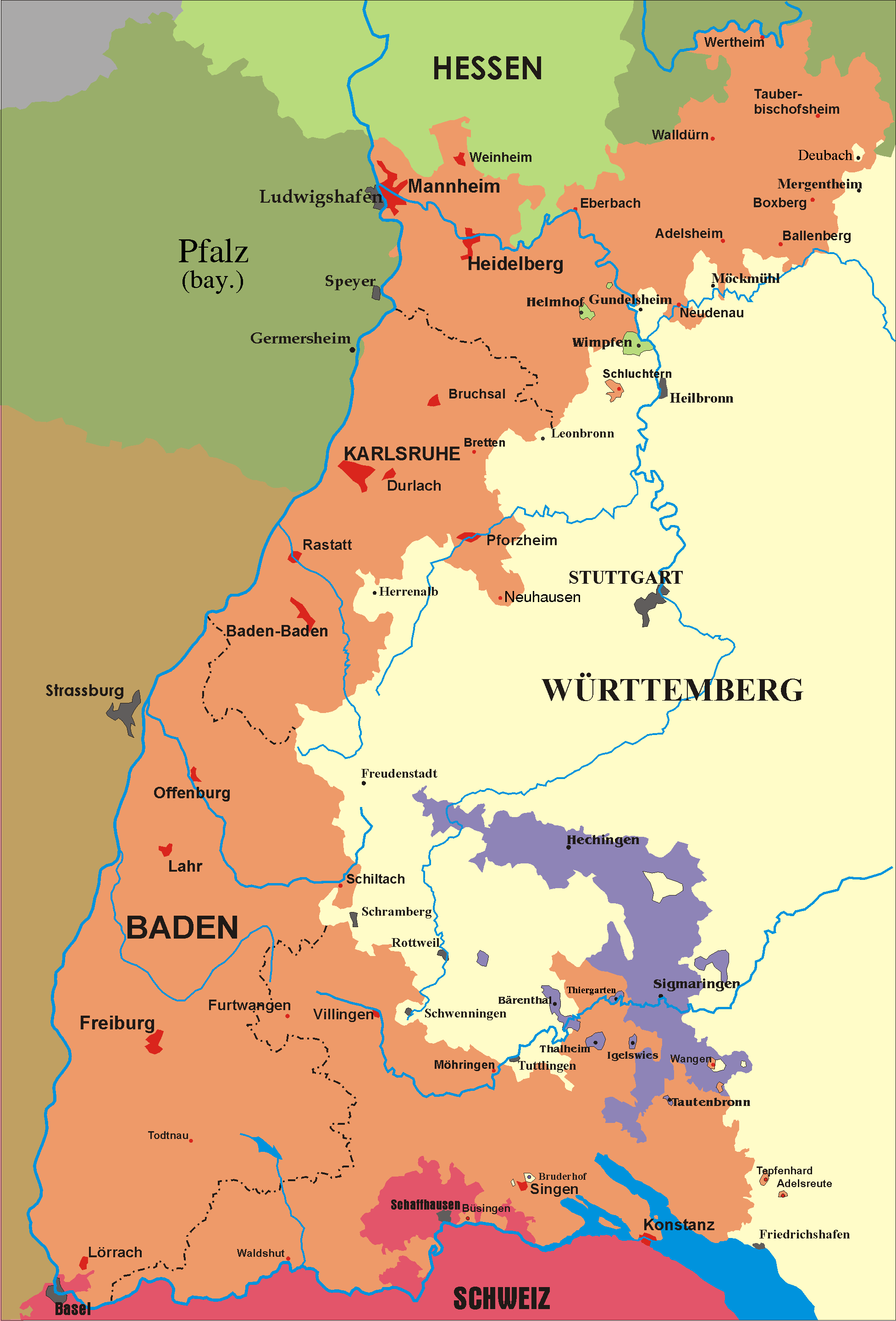
近代のバーデン

ドイツの南西部に位置し、南と西の境界線はライン川である。主要都市のほとんどはライン地溝帯に所在しており、南（上流）側からレーラッハ、フライブルク・イム・ブライスガウ、カールスルーエ、マンハイムが連なる。
ライン川をはさんで南にスイス、西にエルザス（現在はフランス領のアルザス）と隣接する。ドイツ帝国の時期は、北西にプファルツ地方（バイエルン王国の飛び地領）、北にヘッセン大公国、北東にバイエルン王国と接していた。東側にはヴュルテンベルク王国があり、南のクライヒガウ地方からシュヴァルツヴァルト（黒い森）を通って走っており、ガッゲナウ付近では「蜂腰」Wespentailleと呼ばれるように領土の幅が11kmにまで狭まっている。また、南東部でプロイセン王国の飛び地領（ホーエンツォレルン州）とも接していた。

## 歴史

### 12世紀から18世紀まで
1112年にツェーリンゲン家のヘルマン2世がシュヴァーベンにおいて辺境伯となり、子孫（バーデン系ツェーリンゲン家）が代々所領と財産を引き継いでいったことから始まる。バーデン辺境伯という称号はヘルマン2世がバーデン＝バーデンにあるホーエンバーデン城を居城としたことによる。
1475年に辺境伯となったクリストフ1世はハッハベルク＝ザウセンベルク辺境伯家を併合、バーデンバーデンに新宮殿 (de:Neues Schloss (Baden-Baden)) を築くなどしたが、晩年は心身を弱らせ、1515年に3人の息子（ベルンハルト3世、フィリップ (de:Philipp I. (Baden)) 、エルンスト (de:Ernst (Baden-Durlach)) ）に統治権を譲らざるを得なくなった。クリストフ1世は1527年に死去、共同統治者の1人であったフィリップが1533年に没し、バーデン辺境伯領はバーデン＝バーデン辺境伯領（ベルンハルト3世の系統）とバーデン＝ドゥルラハ辺境伯領（エルンストの系統）に分割された。ドイツの宗教改革の中で、領邦の信仰もバーデン＝バーデンはカトリック、バーデン＝ドゥルラハはプロテスタントと分かれた。
17世紀末に発生した大同盟戦争では、バーデン＝バーデンやドゥルラハが大きな被害が出た。バーデン＝バーデン辺境伯で、神聖ローマ帝国（ハプスブルク帝国）の名将として名をはせたルートヴィヒ・ヴィルヘルムは、ラシュタットに新たな城館を築いて本拠を移した。バーデン＝ドゥルラハでもカール3世ヴィルヘルムが新たな本拠地として計画都市カールスルーエの建設を始めた。なお、ラシュタットでは1714年にラシュタット条約（フランスとオーストリアとの間のスペイン継承戦争講和条約）が結ばれている。

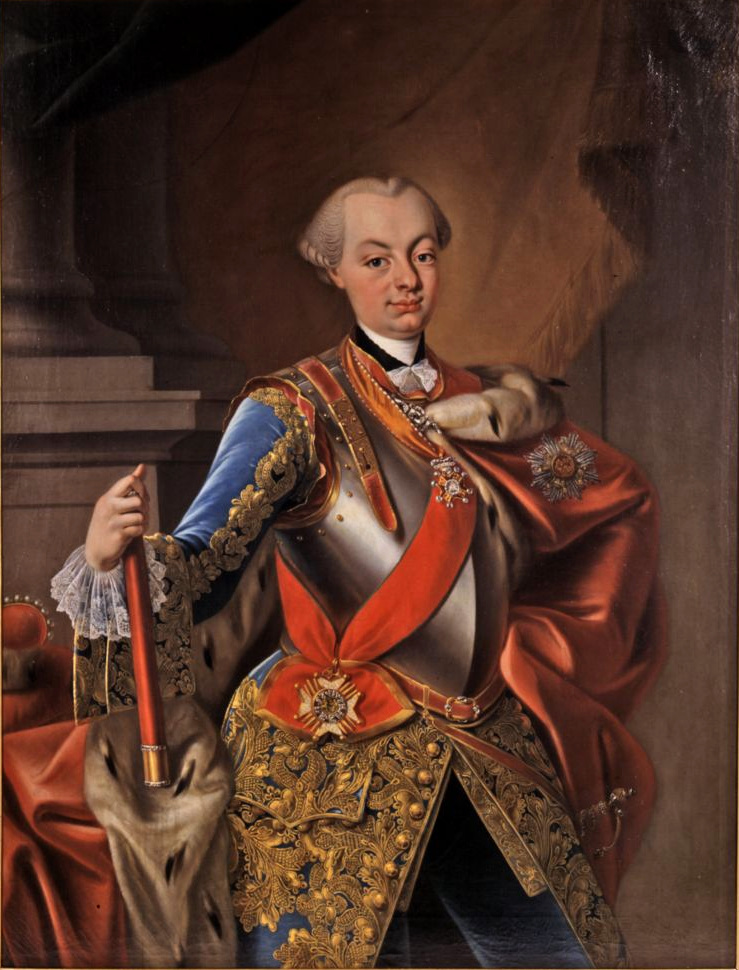
辺境伯を称していた時代のカール・フリードリヒ

1771年、バーデン＝バーデン辺境伯アウグスト・ゲオルク（ルートヴィヒ・ヴィルヘルムの子）が嗣子なくして没する。これによって、バーデン＝ドゥルラハ辺境伯カール・フリードリヒ（カール3世ヴィルヘルムの孫）が16世紀に分かれた所領を統一し、バーデン辺境伯を称した。

### カール・フリードリヒとバーデンの飛躍

19世紀初頭、バーデン辺境伯領（赤）からバーデン大公国への領土拡大

カール・フリードリヒは啓蒙絶対君主の一人と評される。啓蒙思想に基づく諸改革を行い、重農主義的な政策を展開する一方、中小領邦のひとつに過ぎなかったバーデンを帝国の中堅領邦として発展させることに成功した。
1789年にフランス革命が勃発、ハプスブルク家はフランスに干渉する（フランス革命戦争）。ハプスブルク家はドイツ諸侯に協力を要請し、バーデンはフランス攻撃の前線基地としての役割を担うこととなった。しかしフランス軍が攻勢に転じ、1795年にはライン川左岸にあったバーデン辺境伯領の領地も占領された。プロイセンがフランスと単独講和（バーゼルの和約）する中でバーデンは窮地に陥り、フランスとの和平を模索したが、皇帝フランツ2世が戦争継続の姿勢を崩さなかったためにこの時に和平はならなかった。1796年6月にはラシュタットがフランス軍に占領され、カール・フリードリヒも国外に退避。外交官ライツェンシュタイン (Sigismund von Reitzenstein) を派遣し、1796年8月22日にバーデンとフランスの講和条約を結んだ。内容は、バーデンの対仏同盟からの離脱、フランス軍の領内通行許可、ライン左岸領土のフランスへの割譲などである。1798年1月、オーストリアおよび諸領邦とフランスとの講和を目指して、ラシュタットに国際会議が招集されるが（ラシュタット会議）、オーストリアの引き延ばし策もあって和平は成立しなかった。再開された戦争で、カール・フリードリヒは中立を厳正に守り、このことはオーストリアからの離反を意味したが、その後の対仏関係でバーデンを有利にした。
1803年2月、帝国代表者会議主要決議が帝国会議と皇帝に採択される。帝国がライン川左岸をフランスに割譲する補償として、諸侯に対して聖界諸侯領の「世俗化」・帝国騎士の「陪臣化」をすすめるものであった。バーデン辺境伯が失ったライン川左岸の領土はわずかなものであったが、「世俗化」（コンスタンツ司教領、バーゼル司教領、ストラスブール司教領、シュパイヤー司教領のライン川右岸地区）、「陪臣化」（帝国都市ではユーバーリンゲン、プフレンドルフ、ゲンゲンバッハ、オッフェンブルク）し、またプファルツ選帝侯領のライン川右岸地区（宮廷都市のハイデルベルクとマンハイムを含む）を接収することによって領土を拡大した。また、帝国代表者会議主要決議によって選帝権を獲得、バーデン選帝侯国となった（神聖ローマ帝国自体が1806年に消滅したため、選帝権を行使することは名実ともになかった）。
バーデンが成長した理由には、ライツェンシュタインの外交手腕、ナポレオンが接近を図っていたロシアとの親族関係（アレクサンドル1世の皇后エリザヴェータ・アレクセーエヴナはカール・フリードリヒの孫。なお、カール・フリードリヒの曾祖父フリードリヒ7世マグヌスの妻がホルシュタイン＝ゴットルプ家出身であり、またその娘の一人も同家に嫁いだことから、同家を介して古くから関係がある。系図参照）、南ドイツに中規模領邦を形成させることでフランスとオーストリアの緩衝地帯とする思惑（ヴュルテンベルク王国とバイエルン王国もこの時期に大きく拡大している）などが挙げられる。
なお1804年には、領内エッテンハイムに潜み暮らして亡命フランス貴族ルイ・アントワーヌ・ド・ブルボン＝コンデ（アンギャン公）がフランス軍によって捕縛され、第一統領ナポレオンの暗殺を謀った王党派幹部として処刑される事件（冤罪）が発生している（統領政府#アンギャン公事件参照）。
1805年、オーストリアが第三次対仏大同盟を結んでフランスに宣戦を布告するが、バーデンはヴュルテンベルク・バイエルンとともにフランスに味方した。1805年末のプレスブルクの和約で、バーデンはハプスブルク家からブライスガウ（南部のバーデン領の周りを取り囲んでいたハプルブルク家領。中心都市はフライブルク・イム・ブライスガウ）を割譲され、一体の領土を持つこととなった。
1806年4月、次期大公位継承者であるカール（早世した長男カール・ルートヴィヒの子）がナポレオンの養女ステファニー・ド・ボアルネと結婚した。
1806年のライン同盟発足（ライン同盟規約締結）は、神聖ローマ帝国の解体を宣言するものとなったが、バーデンにはヴュルテンベルクからの領土割譲（これについてはその後曲折があり、1810年にヴュルテンベルクとバーデンの国境条約が締結された）と、選帝侯位に代わる大公位をもたらした。以後、この領邦はバーデン大公国となる。初代バーデン大公カール・フリードリヒは1811年に没し、孫のカールが大公位を継いだ。

### 継承問題
ナポレオン失墜に伴いライン同盟は解体、その後ウィーン会議を経て1815年に発足したドイツ連邦に加盟した。
1817年、カールの嗣子アレクサンダーが1歳で早世した。一族で継承権を有するカールの叔父ルートヴィヒにも嫡子はおらず、大公家は断絶の危機に瀕することとなり、継承権を有するバイエルン王マクシミリアン1世（王妃はカールの姉カロリーネ）からの圧力にさらされた。カールはツェーリンゲン家に大公位を残すために継承法を改め、貴賤結婚のため継承権を排除されていたカール・フリードリヒの後妻ルイーゼ（ホフベルク伯爵夫人）の子レオポルトらに継承権を認めた。1818年、カールは自由主義的な憲法 (de:Badische Verfassung (1818)) を制定。同年末にカールは没し、ルートヴィヒ（1世）が3代大公となる。1830年にルートヴィヒ1世が没し、レオポルトが4代大公となった。レオポルトは自由主義的改革を進めた。
1840年、バーデン大公国邦有鉄道会社を設立した。最初の路線は1840年にマンハイム・ハイデルベルク間で開通した。

### 1848年革命とバーデン
1848年のパリ二月革命が最初にドイツに波及したのは、ドイツにおいて自由主義の中心地のひとつとなっていたバーデンであった（ドイツにおける1848年革命、バーデン革命）。
1848年2月27日にはマンハイム民衆集会が権利章典を要求する三月要求を採択。3月1日にはバーデン邦議会議事堂が占拠された。3月5日にはハイデルベルクで自由主義者が開いたハイデルベルク会議で、ドイツ国民議会の準備議会を招集することが決議された。4月にはヘッカー蜂起が、9月には第二次バーデン蜂起が発生した。
1849年5月11日にはラシュタットでバーデン軍兵士の反乱が発生、大公レオポルトが国外に脱出し、プロイセンに救援を求める事態となった。6月1日にはバーデンで共和国が宣言され、ロレンツ・ブレンターノが臨時政府の長に就いた。このバーデンでの蜂起の参加者には、フランツ・シーゲル（のちに米国に移住し南北戦争で北軍の将軍となる）などがいる。7月23日、プロイセン軍がラシュタットを占領することによって、バーデンの革命、ひいてはドイツにおける1848年革命は終焉を迎えた。

### ドイツ帝国へ
1856年に6代大公に就位したフリードリヒ1世（レオポルトの次男）は自由主義的改革を進めた。フリードリヒ1世の妻はプロイセン王太子ヴィルヘルム（後のドイツ皇帝ヴィルヘルム1世）の娘ルイーゼであるが、1866年の普墺戦争でバーデンはオーストリア側についた。
1866年、普墺戦争の講和条約として結ばれたプラハ条約により、ドイツ連邦は解体。プロイセンを中心とする北ドイツ連邦が発足するとともに、マイン川以南に「南ドイツ連邦」を設立することが認められた。バーデン大公国も「南ドイツ連邦」への加盟が予定されていた。1870年普仏戦争が発生すると、バーデン大公国は南部ドイツ諸邦とともにプロイセンと同盟を結んで参戦。1871年にドイツ帝国の構成国となり、1918年のドイツ革命まで存続した。
第一次世界大戦末期の1918年10月、バーデン大公家出身で自由主義者として知られたマクシミリアン・フォン・バーデン（フリードリヒ2世の従弟で次期大公位継承者）が帝国宰相に任じられた。
ドイツ革命によって君主制が廃止され、バーデン共和国（Republik Baden, ヴァイマル共和政下の州）となる。

## 歴代君主一覧

バーデン大公国の紋章

### バーデン辺境伯（1073年 - 1190年）
- ヘルマン2世（1073年 - 1130年）
- ヘルマン3世（1130年 - 1160年）
- ヘルマン4世（1160年 - 1190年）

### バーデン＝バーデン辺境伯（1190年 - 1515年）
- ヘルマン5世（1190年 - 1243年）
- ヘルマン6世（1243年 - 1250年）
- フリードリヒ1世（1250年 - 1268年）
- ルドルフ1世（1243年 - 1288年）
- ヘルマン7世（1288年 - 1291年）
- ルドルフ2世（1288年 - 1295年）
- ヘッソ（1288年 - 1297年）
- ルドルフ3世（1288年 - 1310年）
- フリードリヒ2世（1291年 - 1333年）
- ルドルフ4世（1291年 - 1348年）
- ヘルマン8世（1291年 - 1300年）
- ルドルフ・ヘッソ（1297年 - 1335年）
- ヘルマン9世（1333年 - 1353年）
- フリードリヒ3世（1348年 - 1353年）
- ルドルフ5世（1348年 - 1361年）
- ルドルフ6世（1353年 - 1372年）
- ルドルフ7世（1372年 - 1391年）
- ベルンハルト1世（1372年 - 1431年）
- ヤーコプ1世（1431年 - 1453年）
- ゲオルク（1453年 - 1454年）
- ベルンハルト2世（1453年 - 1458年）
- カール1世（1453年 - 1475年）
- クリストフ1世（1475年 - 1515年）
- （ヤーコプ2世）　トリーア大司教

### バーデン＝ハッハベルク辺境伯（1190年 - 1415年）
- ハインリヒ1世（1190年 - 1231年）
- ハインリヒ2世（1232年 - 1290年）
- ハインリヒ3世（1290年 - 1330年）
- ハインリヒ4世（1330年 - 1369年）
- オットー1世（1369年 - 1386年）
- ヨハン（1386年 - 1409年）
- ヘッソ（1386年 - 1410年）
- オットー2世（1410年 - 1415年）

### バーデン＝ザウセンベルク辺境伯（1290年 - 1503年）
- ルドルフ1世（1290年 - 1313年）
- ハインリヒ（1313年 - 1318年）
- ルドルフ2世（1318年 - 1352年）
- オットー（1352年 - 1384年）
- ルドルフ3世（1384年 - 1428年）
- ヴィルヘルム（1428年 -1441年）
- フーゴー（1441年 - 1444年）
- ルドルフ4世（1441年 - 1487年）
- フィリップ（1487年 - 1503年）

### バーデン＝バーデン辺境伯（1515年 - 1771年）
- ベルンハルト3世（1515年 - 1536年）
- フィリベルト（1536年 - 1569年）
- クリストフ2世（1536年 - 1556年）
- フィリップ2世（1569年 - 1588年）
- エドゥアルト・フォルトゥナート（1588年 - 1600年）
- ヴィルヘルム（1622年 - 1677年）
- ルートヴィヒ・ヴィルヘルム（1677年 - 1707年）
- フランツィスカ・ジビッラ・アウグスタ（摂政：1707年 - 1727年）
- ルートヴィヒ・ゲオルク（1707年 - 1761年）
- アウグスト・ゲオルク（1761年 - 1771年）

### バーデン＝ドゥルラハ辺境伯（1515年 - 1771年）
- フィリップ1世（1515年 - 1533年）
- エルンスト1世（1533年 - 1553年）
- カール2世（1553年 - 1577年）
- アンナ・フォン・フェルデンツ（摂政：1577年 - 1584年）
- エルンスト・フリードリヒ（1584年 - 1604年）
- ヤーコプ3世（1584年 - 1590年）
- エルンスト・ヤーコプ（1590年 - 1591年）
- ゲオルク・フリードリヒ（1584年 - 1622年）
- フリードリヒ5世（1622年 - 1659年）
- フリードリヒ6世（1659年 - 1677年）
- フリードリヒ7世（1677年 - 1709年）
- カール3世ヴィルヘルム（1709年 - 1738年）
- カール・フリードリヒ（1738年 - 1771年）

### バーデン辺境伯（1771年 - 1803年）
- カール・フリードリヒ（1771年 - 1803年）

### バーデン選帝侯（1803年 - 1806年）
- カール・フリードリヒ（1803年 - 1806年）

### バーデン大公（1806年 - 1918年）
- カール・フリードリヒ（1806年 - 1811年）
- カール（1811年 - 1818年）
- ルートヴィヒ1世（1818年 - 1830年）
- レオポルト（1830年 - 1852年）
- ルートヴィヒ2世（1852年 - 1856年）
- フリードリヒ1世（1856年 - 1907年）
- フリードリヒ2世（1907年 - 1918年）